# Iglesia de San Nicolás (Potsdam)
La iglesia San Nicolás de Potsdam (en alemán: St. Nikolaikirche) es una iglesia luterana erigida en la plaza del Mercado Viejo (Alter Markt) en Potsdam. El edificio de  planta central en estilo clasicista y dedicado a san Nicolás fue construido según los planos de Karl Friedrich Schinkel en los años 1830 a 1837. El tambor de la iglesia de 77 metros de altura que domina los tejados de la ciudad fue construido más tarde, desde 1843 hasta 1849. Su construcción fue asumida por Ludwig Persius y, desde 1845, por Friedrich August Stüler.
Es una de las pocas obras que subsisten de Schinkel. En un sentido jerárquico, pertenece a la Iglesia Evangélica Berlin-Brandenburg-schlesische Oberlausitz (EKBO). 

## Historia
La anterior iglesia de San Nicolás fue destruida por un incendio en 1795, pero su reconstrucción soló fue considerada a partir de 1825. Entonces el príncipe heredero, el futuro rey Federico Guillermo IV de Prusia apoyo el proyecto para una nueva iglesia con cúpula presentado por Karl Friedrich Schinkel.
Hacia el final de la Segunda Guerra Mundial, la iglesia fue atacada durante el ataque aéreo en Potsdam y posteriormente fue gravemente dañada por el fuego de artillería soviético. Después de muchos años de reconstrucción, la iglesia fue reconsagrada en 1981 por la Parroquia Evangélica de San Nicolás, Potsdam, y, hoy en día, está abierta a los visitantes. Además de los servicios normales de la iglesia, los eventos de conciertos también se llevan a cabo en la iglesia.